# Sangyuan (socken i Kina, Shandong)
Sangyuan (kinesiska: 桑园乡, 桑园) är en socken i Kina. Den ligger i provinsen Shandong, i den östra delen av landet, omkring 210 kilometer sydost om provinshuvudstaden Jinan.
Genomsnittlig årsnederbörd är 958 millimeter. Den regnigaste månaden är juli, med i genomsnitt 307 mm nederbörd, och den torraste är januari, med 10 mm nederbörd.